# 안익수
안익수(安益秀, 1965년 5월 6일~)는 대한민국의 축구인이다. 선수 시절 수비수로 활동하였다.

## 구단 경력
1989년 일화 천마에서 프로축구 선수 경력을 시작하였으며 1993~1995년 일화의 정규리그 3년 연속 우승멤버 중 한 명이었으나 일화는 나이 든 수비수를 더 이상 효용가치가 없다고 판단하여 1996년 초 포항 아톰즈로 트레이드시켰으며 1998년 포항 스틸러스에서 프로축구 선수 경력을 마쳤다.

## 국가대표 경력
1994년 미국 월드컵 본선 22명 엔트리에 선발되었지만 경기에는 나서지 못했다. 1998년 11월 13일 베이징에서 있었던 중국 프로 선발팀과의 친선 경기에 출전했지만 이 경기는 국가대표팀 사이의 경기가 아닌 프로 선발팀들의 경기였기 때문에 공식 A매치로 인정받지 못했다.

## 지도자 경력
1999년 친정팀인 천안 일화 천마에서 지도자 생활을 시작하였으며, 이후 고양 대교와 대한민국 여자 축구 국가대표팀의 감독을 거쳐 2010년 FC 서울의 수석 코치를 맡았다.
2011시즌 부산 아이파크의 감독으로 임명되었고, 2012년 시즌 후 신태용의 후임으로 성남 일화 천마의 감독으로 돌아왔으나 2013년 시즌 후 성남 일화가 시민구단으로 전환되는 과정에서 옛 스승인 박종환 감독이 선임되자 감독직에서 물러났다.

그 뒤 약 1년 간의 공백을 거쳐 2014년 대한민국 U-20 축구 국가대표팀의 감독으로 발탁되었다.
2016년 10월 24일 2016년 AFC U-19 챔피언십에서 조별리그에서 탈락한 성적부진으로 경질되었다.
2018년 3월 선문대학교 축구부 감독으로 부임하였다.
2021년 9월, K리그1의 FC 서울 감독으로 부임했다.
2023년 8월 19일, 안익수는 서울이 대구 FC에게 2대 2로 비긴 K리그1 27라운드 경기 이후 서울의 감독에서 사임하겠다는 기자회견을 진행했고 서울은 8월 22일 안익수의 사임 의사를 수용하고 김진규를 감독 대행으로 임명했다.

## 수상 내역

### 선수

#### 클럽
일화 천마
- K리그1

● 우승 (3): 1993, 1994, 1995
 포항 스틸러스
- 아시안 클럽 챔피언십

● 우승 (2): 1996-97, 1997-98
- FA컵

● 우승 (1): 1996

#### 개인
- K리그 베스트 11: 1994, 1997, 1998
- 아시안 클럽 챔피언십 최우수 선수, 최우수 수비수: 1996-97[10][11]

### 지도자

#### 클럽
- 선문대학교 축구부: 2020 U리그 왕중왕전, 2021 춘계 전국대학축구연맹전, 2021 추계 전국대학축구연맹전

#### 개인
- 지도자상: 2020 U리그

## 참고 자료
- 나의 선수 시절 - 안익수, 노력과 열정으로 K리그 정상에 서다
- U대회 우승 이끈 안익수 여자축구 대표 감독
- 人+間 (인+간) 프로축구 부산 아이파크 감독 안익수
- U-18 대표팀 안익수, “감독은 ‘잘리는’ 인생, 하지만 이젠…”